# Земля забвения
«Земля забвения» (фр. La Terre Outragée) — художественный фильм франко-украинского производства, повествующий об аварии на Чернобыльской АЭС и её последствиях. Фильм стал дебютной работой для режиссёра Михаль Боганим. Ужас, страх, паника, безысходность — все эти чувства тонко показаны зрителю. Переживания героев неумолимо отражаются на их ещё мгновения назад счастливых лицах. Две сюжетные линии: отец и сын, невеста и жених. Их дороги идут параллельно, и они сходятся лишь потому, что тупик, в который они зашли не по своей воле, стал контрольной точкой прибытия.

## Сюжет
26 апреля 1986 года — день, когда авария на Чернобыльской АЭС потрясла весь мир. Технологический прогресс был проклят миллионами, а для таких, как Аня, Чернобыль стал личной катастрофой — она овдовела в день своей свадьбы; для таких, как Валерий, Чернобыль — синоним потерянного детства и искалеченного будущего. Бесконечная схватка с собой и безрезультатные поиски того, ради чего стоит жить — это далеко не все испытания, которые пришлось пережить главным героям.

## В ролях
- Ольга Куриленко — Аня
- Анджей Хыра — Алексей
- Никита Емшанов — Пётр
- Сергей Стрельников — Дмитрий
- Илья Иосифов — Валерий (в 16 лет)
- Дмитрий Суржиков — Андрей
- Владимир Кузнецов
- Вячеслав Сланко — Николай
- Татьяна Рассказова — мать Ани
- Евгения Ковалева — актриса массовки

## Интересные факты
Фильм снимали в Светлодарске, Славутиче, Славянске Донецкой области, Одессе и Киеве. Впервые после трагедии игровой фильм снимали в Припяти. Пять съемочных дней прошли непосредственно в самой зоне отчуждения под присмотром МЧС Украины.
В сюжете есть сходства с романом Светланы Алексиевич «Чернобыльская молитва». Боганим подтверждает, что эта книга стала одним из источников вдохновения при создании фильма.